# Hrvatski malonogometni kup 2000./01.
Hrvatski malonogometni kup za sezonu 2000./01. je osvojio Split 1700.

## Rezultati

### Osmina završnice
| klub1                  | rez            | klub2                            |
| Skupina Sjever         | Skupina Sjever | Skupina Sjever                   |
| ---------------------- | -------------- | -------------------------------- |
| Uspinjača Zagreb       | 5:3            | Lika Šport (Gospić – Lički Osik) |
| Orkan Zagreb           | 5:3            | Jastreb Jastrebarsko             |
| Petrinjčica (Petrinja) | 5:8            | Petar RKM Zagreb                 |
| Sokoli Samobor         | 9:5            | Novi Marof                       |
|                        |                |                                  |
| Skupina Jug            |                |                                  |
| Split Star Šport       | 5:4            | Torcida Split                    |
| Square Dubrovnik       | 12:3           | Adriacink Split                  |
| Trogir                 | 6:5            | Dubrovnik                        |
| Croatia Perković       | 6:4            | Split Ship Management            |

### Četvrtzavršnica
| klub1            | rez            | klub2            |
| Skupina Sjever   | Skupina Sjever | Skupina Sjever   |
| ---------------- | -------------- | ---------------- |
| Petar RKM Zagreb | 5:9, 7:8       | Uspinjača Zagreb |
| Sokoli Samobor   | 3:8, 5:11      | Orkan Zagreb     |
|                  |                |                  |
| Skupina Jug      |                |                  |
| Croatia Perković | 5:3, 0:2       | Split Star Šport |
| Trogir           | 4:6, 3:10      | Square Dubrovnik |

### Završni turnir
Igrano u Pazinu 3. i 4. lipnja 2001.
| klub1            | rez           | klub2            |
| poluzavršnica    | poluzavršnica | poluzavršnica    |
| ---------------- | ------------- | ---------------- |
| Split 1700       | 5:2           | Orkan Zagreb     |
| Uspinjača Zagreb | 7:7 (4:5 pen) | Square Dubrovnik |
|                  |               |                  |
| za treće mjesto  |               |                  |
| Orkan Zagreb     | 5:5 (2:1 pen) | Uspinjača Zagreb |
|                  |               |                  |
| za pobjednika    |               |                  |
| Split 1700       | 5:4           | Square Dubrovnik |

## Poveznice
- 1. HMNL 2000./01.
- Druga hrvatska malonogometna liga 2000./01.